# Ares Kingdom
Ares Kingdom ist eine US-amerikanische Thrash- und Death-Metal-Band, die im Jahr 1996 in Kansas City, Missouri, gegründet wurde. Die Band ist nach dem griechischen Gott Ares benannt.

## Geschichte
Die Band entstand gegen Ende des Jahres 1996 aus dem Zerfall der Band Order from Chaos, bei der Gitarrist Chuck Keller und Schlagzeuger Mike Miller tätig waren. Ihr erstes Demo wurde Anfang 1997 aufgenommen und veröffentlicht. Nach der Veröffentlichung sahen sich Keller und Miller nach weiteren Bandmitgliedern um. Gitarrist Doug Overbay und Sänger und Bassist Alex Blume traten der Band im Jahr 2001 bei. Nach dem Einstudieren einiger Stücke, hielt die Band ihre ersten Live-Auftritte in den Folgejahren. Währenddessen arbeitete die Band an ihrem Debütalbum und stellte die Arbeiten dazu im Dezember 2005 fertig. Im Januar 2006 wurde zunächst die EP Firestorm Redemption über Nuclear War Now! Productions veröffentlicht, ehe das Debütalbum Return to Dust im Mai veröffentlicht wurde.
Im September 2007 folgte über Nuclear War Now Productions! die nächste EP namens Failsafe. Im Mai 2008 folgte mit Firestorms and Chaos das nächste Album. Im Juni 2008 folgten Auftritte in Kalifornien zusammen mit Angel Corpse, Gospel of the Horns, Cemetery Urn und Sanguis Imperum. Im Februar 2009 begann die Band mit den Aufnahmen zum neuen Album. Im Oktober trat die Band in Calgary, Kanada, bei dem Noctis III Fest auf. Ein weiterer Auftritt außerhalb der USA folgte einen Monat später auf dem NWN! Festival in Berlin. Die restliche Zeit des Jahres verbrachte die Band mit Aufnahmen für das nächste Album namens Incendiary. Das Album wurde am 16. Januar 2010 veröffentlicht.
Im Januar 2010 eröffnete die Band zwei Auftritte für die wiedervereinigten Order in Kansas City und Los Angeles. Danach folgten Auftritte in St. Louis am 26. März und Chicago am 27. März mit Order From Chaos. Danach folgte ein Auftritt auf dem Destroying Texas Fest in Houston. Außerdem spielte die Band im Juni in Minneapolis sowie in Baltimore auf dem Defenders of the Old Fest am 16. Oktober zusammen mit Blood Feast, Tyrant, October 31, Extermination Angel und Sentinel Beast. Am 20. November trat die Band erneut in Berlin auf dem NWN! Festival auf, zusammen mit Order from Chaos, Blasphemy, Mystifier, Xibalba, Black Witchery, Proclamation, Blasphemophagher, Bone Awl und Faustcoven.

## Stil
Die Band spielt eine aggressive Mischung aus Death- und Thrash-Metal. Sie verarbeitet dabei Themen wie geschichtliche Ereignisse, Krieg, Determination und Stärke.

## Diskografie
- Ares Kingdom (Demo, 1997, Eigenveröffentlichung)
- Promo 1997 (Demo, 1997, Eigenveröffentlichung)
- Chaosmongers Alive (EP, 2003, Agonia Records)
- Return to Dust (2005, Demo, Eigenveröffentlichung)
- Firestorm Redemption (2006, EP, Nuclear War Now! Productions)
- Return to Dust (2006, Album, Nuclear War Now! Productions)
- Failsafe (2007, EP, Nuclear War Now! Productions)
- Firestorm and Chaos (2008, Kompilation, Nuclear War Now! Productions)
- Incendiary (2010, Album, Nuclear War Now! Productions)
- Veneration (2013, Album, Nuclear War Now! Productions)
- The Unburiable Dead (2015, Album, Nuclear War Now! Productions)
- Chaosmongers Alive (2016, LP, Nuclear War Now! Productions)
- By the Light of Their Destruction (2019, Album, Nuclear War Now! Productions)